# Большая яркая витрина
«Большая яркая витрина» — (нем. Großes helles Schaufenster) — картина немецкого художника Августа Макке, написанная в 1912 году. В настоящее время хранится в Музее Шпренгеля в Ганновере.

## История создания
Картина написана Макке, вероятно, в ноябре 1912 года. Появилась она как отклик на впервые увиденные в оригинале на Рейнском салоне искусств полотна итальянских футуристов. На Рейнском салоне экспонировались произведения из передвижной выставки футуристов, ранее побывавшие в Париже и Лондоне и берлинской галерее «Штурм». В Кёльне Макке побывал вместе с Францем Марком; своими впечатлениями от увиденного художник поделился с Бернхардтом Кёлером (письмо от 12 октября 1912 года).
Футуристический взгляд на жизнь большого города оказался близок Макке. У него появился новый мотив — женщина, стоящая перед витриной. Позднее, в 1913 году, художник разрабатывал в рисунке несколько его вариаций, а в 1914-м, в Хильтерфингене, написал «Магазин модной одежды». В «Большой яркой витрине» он впервые обратился к этой теме.

## Описание
Крупноформатное полотно Макке — реминисценция картины Умберто Боччони «Улица входит в дом» (1911. Музей Шпренгеля, Ганновер), которая также экспонировалась на Рейнском салоне. Как и у Боччони, у Макке центром композиции является женская фигура, но вместо многократно повторяющихся и наплывающих друг на друга домов и прохожих вокруг неё образуется вихрь из множества отражений в витринном стекле. Предметы, выставленные в залитой солнечным светом витрине, объединяются с отражениями лошадей, впряжённых в экипажи, и проходящих мимо людей. Зеркальное стекло, где совмещаются разные планы, причудливо пересекаются линии, воплощает яркую, блестящую и суетливую жизнь мегаполиса. Мазки краски, хаотично смешиваясь, визуализируют уличный шум.
Как и Боччони, Макке использует приём кубистов, разбивая на отдельные плоскости стену дома справа, подчёркивая таким образом неустойчивость композиции. Здесь он также сближается с Делоне, «Симультанные окна» которого он мог видеть в Париже в конце октября 1912 года. Таким образом, картина является также первой по времени трактовкой знаменитой серии Делоне.